# Abdias do Nascimento
Abdias do Nascimento (Franca, 14 de marzo de 1914 - Río de Janeiro, 23 de marzo de 2011) fue un actor, dramaturgo, escritor y poeta brasileño fuertemente vinculado al movimiento en defensa de los derechos de los afrobrasileños.

## Biografía
Hijo de obreros (su madre era repostera y su padre zapatero), ingresó al ejército en 1930. Sin embargo sería expulsado por sus problemas para acatar la disciplina militar. En esa década empezaría su militancia política al unirse al Frente Negro Brasileño en São Paulo primero y, en 1938, participaría en la organización del Congreso Afro de Campinas. En 1940 se diploma por la Facultad de Economía de la Universidad de Río de Janeiro.
En 1941 viajaría por América Latina junto con el grupo de poetas La Santa Hermandad de la Orquídea, asistiendo en Lima, a la puesta en escena de la obra The Emperor Jones, de Eugene O'Neill. El personaje principal sería interpretado por un blackface, lo cual era una práctica común también en Brasil. A partir de este momento, comienza a planear la creación del Teatro Experimental del Negro (TEN). A su vuelta a Brasil, ingresará en prisión condenado por agresión cuando sufrió un ataque racista en 1936. En la cárcel fundaría el Teatro del Sentenciado.
En 1944 se concretaría la fundación del TEN con el apoyo de diversas figuras de la intelectualidad y la cultura de la ciudad de Río de Janeiro. Durante ese año participará diversos cursos de alfabetización y arte dramático para los primeros componentes del grupo. El 8 de mayo de 1945 se produciría el debut del TEN en el Teatro Municipal de Río, precisamente con la obra The emperor Jones y, al año siguiente, se estrenaría otra obra de O'Neil, Todos los hijos de Dios tienen alas, bajo la dirección de Aguinaldo Camargo. El grupo permanecería activo hasta la década de 1960.
En 1945 organizaría la Convención Nacional del Negro, donde se redactaría un manifiesto exigiendo que el racismo fuera considerado crimen de lesa humanidad. Entre 1948 y 1952 publicaría el periódico Quilombo.

## Militancia en el Movimiento Negro
Nascimento participaría en la organización de diversos hitos en la historia del movimiento contra el racismo brasileño. En 1950 el TEN organizaría el I Congreso del Negro Brasileño. En 1955 organizaría un concurso de artes plásticas con el tema El Cristo Negro, ganándose la condena de diversos sectores la Iglesia católica aunque contaría con el apoyo del Obispo Hélder Câmara. En 1968 fundaría el Museo de Arte Negra, el mismo año que se ve obligado a exiliarse ante la presión continua que sufría por parte de la dictadura militar. Durante su exilio seguiría participando en la difusión de la cultura negra mediante la fundación de la Cátedra de Culturas Africanas del Nuevo Mundo en el Centro de Estudios Portorriqueños de la Universidad de Nueva York. Participaría en la Conferencia Preparatoria del VI Congreso Pan-Africano en Kingston, Jamaica, en 1973. En 1978 participaría de la fundación del Movimiento Negro Unificado.
Fue uno de los participantes en la Conferencia Nacional contra el Racismo (2001), evento oficial que prepararía a Brasil para la III Conferencia Ciudadana contra el Racismo, la Discriminación Racial, la Xenofobia y otras Formas de Intolerancia celebrada en Durban (Sudáfrica) en 2001). En su creación literaria se apunta a la creación de una línea de pensamiento en la que coloca la lucha antirracista como eje de sus planteamientos.
Su actuación en favor de los derechos de los afrodescendientes permitió que fuera reconocido con diversos títulos: doctor honoris causa en las universidades del Estado de Río de Janeiro (1993) y Federal de Bahía (2000); profesor visitante del Departamento de Lenguas y Literaturas Africanas de la Universidad de Ife; Medalla Tiradentes del Estado de Río de Janeiro (1991); Mención de Honor de Derechos Humanos del Colegio de Abogados de Sao Paulo (1997); Premio Mundial Herencia Africana, Schomburg Center for Research in Black Culture, Biblioteca Pública de Nueva York, Harlem (2001); Premio Conmemorativo de las Naciones Unidas por Servicios Relevantes en Derechos Humanos (2001); Premio de Reconocimiento 10 Years of Freedom - Sudáfrica 1994-2004.

## Actividad política
Desde su exilio participaría en la fundación del Partido del Trabajo (luego Partido Democrático del Trabajo). En 1983 sería elegido diputado federal. En 1991 y entre 1997 y 1999 participaría como senador. En ambas cámara sus discursos y proyectos de ley irían encaminados a la superación del racismo y el apoyo a los afrobrasileños. Fue también secretario de Defensa de la Promoción de la Población Afrobrasileña de Río de Janeiro entre 1991 y 1994, y secretario estadual de Ciudadanía y Derechos Humanos del Estado de Sao Paulo entre 1999 y 2000.

## Publicaciones
- "Africanos en Brasil: una perspectiva Pan-Africana" (1997)
- "Orixás: os deuses vivos da Africa" (Orishas: los dioses vivos de África en Brasil) (1995)
- "Raza y etnicidad en Latinoamérica - Cultura africana en el arte brasileño" (1994)
- "Democracia racial en Brasil, ¿mito o realidad?: Dossiera sobre el racismo brasileño" (1977)